# Bundesministerium für auswärtige Angelegenheiten

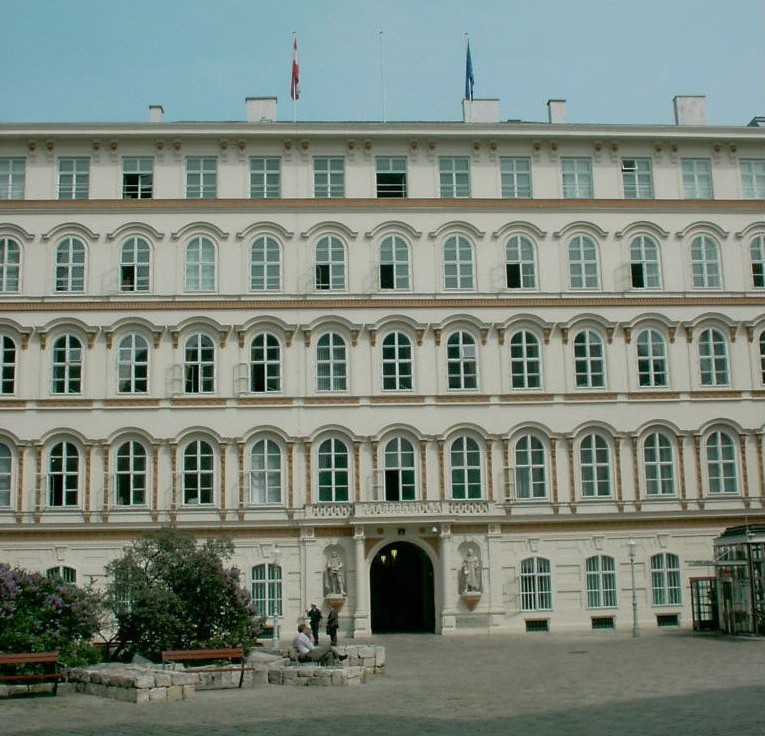
Außenministerium am Minoritenplatz 8, Wien

Die seit 1959 als Bundesministerium für Auswärtige Angelegenheiten (kurz: BMAA) und seit 1. April 1987 (BGBl. Nr. 78/1987) als Bundesministerium für auswärtige Angelegenheiten (kurz: BMaA), meist verkürzt als Außenministerium, bezeichnete österreichische Verwaltungseinrichtung des Bundes war unter dieser Bezeichnung vor allem zuständig für Angelegenheiten der Außenpolitik, Vertretung der Republik gegenüber ausländischen Staaten und seit dem Beitritt Österreichs zur Europäischen Union zur Koordination in Angelegenheiten der EU. Während der österreichischen Ratspräsidentschaft im ersten Halbjahr 2006 verfügte die EU-Botschaft Österreichs in Brüssel, dessen Vorsitz der erfahrene Diplomat Gregor Woschnagg einnimmt, über 150 Mitarbeiter, statt für gewöhnlich rund 80 Mitarbeitern. Während des gesamten Vorsitzes bestand Urlaubsverbot für sämtliche Mitarbeiter.
Unter Außenministerin Plassnik (siehe unterhalb) wurde das Ministerium mit Wirkung vom 1. März 2007 (BGBl. I Nr. 6/2007) in Bundesministerium für europäische und internationale Angelegenheiten umbenannt.

## Bundesministerin
In der Bundesregierung Gusenbauer war Ursula Plassnik (ÖVP) zu Beginn ihrer Amtszeit am 11. Jänner 2007 als Bundesministerin für auswärtige Angelegenheiten und nach Umbenennung des Ressorts als Bundesministerin für europäische und internationale Angelegenheiten.

## Kompetenzen
Das BMaA bzw. nach Umbenennung in BMEIA war zuständig für:
- Europäische und internationale Angelegenheiten soweit sie nicht in die Zuständigkeit eines anderen Bundesministeriums fallen.
  - Außenpolitik
  - Angelegenheiten des Völkerrechts
  - Verhandlung von Staatsverträgen
  - Angelegenheiten internationaler Organisationen
  - Diplomatenpässe; zwischenstaatliches Zeremoniell; Auszeichnungswesen betreffend Ausländer
  - Vermittlung von Rechts- und Amtshilfe
  - Allgemeine Angelegenheiten des Rechts der Europäischen Union; Koordination in Angelegenheiten der Europäischen Union
  - Angelegenheiten der Internationalen Atomenergie-Organisation
  - Diplomatische Akademie
  - Entwicklungszusammenarbeit sowie Koordination der internationalen Entwicklungspolitik
  - Zusammenarbeit mit dem UNHCR und dem IKRK

## Organisation
Das BMAA war gegliedert in folgende Sektionen, Gruppen, Abteilungen und Referate:
- Bundesminister
  - Generalsekretär
  - Generalinspektorat
  - Sektion I: Zentrale Angelegenheiten (Protokoll; Völkerrecht; Presse und Information; internationale Konferenzen; Sicherheitsangelegenheiten)
  - Sektion II: Politische Sektion (GASP; West- und Nordeuropa; Südtirol und Südeuropa; Zentral-, Ost- und Südosteuropa; Asien; Mittlerer Osten; Amerika; Afrika; Internationale Organisationen; OSZE; IAEO)
  - Sektion III: Integration, Wirtschaftspolitik, EU (EU-Grundsatzfragen, EU-Institutionen; Europäischer Rat; Außenwirtschaftsbeziehungen; EU-Erweiterung; Gemeinschaftspolitiken: Beschäftigung, Sozialfragen, Industrie, Verbraucherschutz; Verkehrs- und Energieangelegenheiten, EURATOM)
  - Sektion IV: Rechts- und Konsularsektion (Rechts- und Amtshilfe, zwischenstaatliche Abkommen: Straf- und Zivilrecht, innere Sicherheit; Reise- und Grenzverkehr; Auslandsösterreicher; Auskunftsstelle in Konsularfragen, Schutzmaßnahmen in Krisengebieten, Staatsbürgerschaftsangelegenheiten; Zusammenarbeit bzgl. Innere Sicherheit und Personenverkehr, Terrorismus-, Drogen-, Verbrechens- und Geldwäschereiverhütung, Justiz und Inneres)
  - Sektion V: Kulturpolitische Sektion (u. a. UNESCO)
  - Sektion VI: Administrative Angelegenheiten, Infrastruktur
  - Sektion VII: Entwicklungszusammenarbeit sowie Kooperation mit den Mittel- und Osteuropäischen Staaten; Koordination der internationalen Entwicklungspolitik (siehe auch Entwicklungshilfe)

## Historische Entwicklung
- 1742: Geheime Haus-, Hof- und Staatskanzlei für die Angelegenheiten der Außenpolitik
- 1867: (k. u. k.) Ministerium des Äußern
- 1919: Staatsamt für Äußeres
- 1920: Bundesministerium für Äußeres
- 1923: Eingliederung in das Bundeskanzleramt (BKA) als Sektion
- 1959: Bundesministerium für Auswärtige Angelegenheiten (BMAA)
- 1987: Bundesministerium für auswärtige Angelegenheiten (BMaA)
- 1. März 2007: Das Wort auswärtige wurde aus der Bezeichnung entfernt, siehe: Bundesministerium für europäische und internationale Angelegenheiten (BMEIA)

Siehe auch: Liste österreichischer Außenminister